# GAT-X103 暴风高达
GAT-X103 暴风高达（Buster Gundam）为日本动画機動戰士鋼彈SEED中虚构的有人式人型军用机器人（MS），剧中为迪亚卡·埃尔斯曼的座机。机体设计为大河原邦男。